# Vignacourt
Vignacourt település Franciaországban, Somme megyében. Lakosainak száma 2280 fő (2022. január 1.). Vignacourt Berteaucourt-les-Dames, La Chaussée-Tirancourt, Belloy-sur-Somme, Bettencourt-Saint-Ouen, Flesselles, Halloy-lès-Pernois, Havernas, Pernois, Saint-Ouen, Saint-Vaast-en-Chaussée és Vaux-en-Amiénois községekkel határos.

## Népesség
A település népessége az elmúlt években az alábbi módon változott:
| Lakosok száma | 2411 | 2372 | 2394 | 2368 | 2354 | 2338 | 2323 | 2299 | 2280 |
|               | 2013 | 2015 | 2016 | 2017 | 2018 | 2019 | 2020 | 2021 | 2022 |